# Venère
Pour les articles homonymes, voir Venere.
Venère est une commune française située dans le département de la Haute-Saône, la région culturelle et historique de Franche-Comté et la région administrative Bourgogne-Franche-Comté.

## Géographie

### Localisation
Venère est située dans une plaine, à proximité de forêts et près d'une rivière, la Tenise. La commune est traversée par la D67, qui relie Longeau-Percey à la frontière suisse. Elle est également située à mi-chemin entre Gray et Marnay, à 12 km de ces dernières.
Sur le territoire de la commune, on situe plusieurs combes (une vallée creusée au sommet et dans l'axe d'un pli anticlinal) :
- La Combe Genauchy
- La Combe Margoullot
- La Combe des Belforts
- La Combe de Faon
- Le Bas du Fou

### Climat
Pour des articles plus généraux, voir Climat de la Bourgogne-Franche-Comté et Climat de la Haute-Saône.
En 2010, le climat de la commune est de type climat des marges montargnardes, selon une étude du Centre national de la recherche scientifique s'appuyant sur une série de données couvrant la période 1971-2000. En 2020, Météo-France publie une typologie des climats de la France métropolitaine dans laquelle la commune est exposée à un climat semi-continental et est dans la région climatique Lorraine, plateau de Langres, Morvan, caractérisée par un hiver rude (1,5 °C), des vents modérés et des brouillards fréquents en automne et hiver.
Pour la période 1971-2000, la température annuelle moyenne est de 10,3 °C, avec une amplitude thermique annuelle de 17,6 °C. Le cumul annuel moyen de précipitations est de 986 mm, avec 12,7 jours de précipitations en janvier et 8,9 jours en juillet. Pour la période 1991-2020, la température moyenne annuelle observée sur la station météorologique de Météo-France la plus proche, « Cugney », sur la commune de Cugney à 3 km à vol d'oiseau, est de 11,2 °C et le cumul annuel moyen de précipitations est de 958,2 mm. 
La température maximale relevée sur cette station est de 40 °C, atteinte le 31 juillet 2020 ; la température minimale est de −17 °C, atteinte le 20 décembre 2009,,.
Les paramètres climatiques de la commune ont été estimés pour le milieu du siècle (2041-2070) selon différents scénarios d'émission de gaz à effet de serre à partir des nouvelles projections climatiques de référence DRIAS-2020. Ils sont consultables sur un site dédié publié par Météo-France en novembre 2022.

## Urbanisme

### Typologie
Au 1er janvier 2024, Venère est catégorisée commune rurale à habitat dispersé, selon la nouvelle grille communale de densité à sept niveaux définie par l'Insee en 2022.
Elle est située hors unité urbaine. Par ailleurs la commune fait partie de l'aire d'attraction de Besançon, dont elle est une commune de la couronne,. Cette aire, qui regroupe 310 communes, est catégorisée dans les aires de 200 000 à moins de 700 000 habitants,.

### Occupation des sols
L'occupation des sols de la commune, telle qu'elle ressort de la base de données européenne d’occupation biophysique des sols Corine Land Cover (CLC), est marquée par l'importance des territoires agricoles (71,7 % en 2018), une proportion identique à celle de 1990 (71,7 %). La répartition détaillée en 2018 est la suivante : 
terres arables (55,8 %), forêts (24,9 %), prairies (15,9 %), zones urbanisées (3,3 %), milieux à végétation arbustive et/ou herbacée (0,1 %). L'évolution de l’occupation des sols de la commune et de ses infrastructures peut être observée sur les différentes représentations cartographiques du territoire : la carte de Cassini (XVIIIe siècle), la carte d'état-major (1820-1866) et les cartes ou photos aériennes de l'IGN pour la période actuelle (1950 à aujourd'hui).

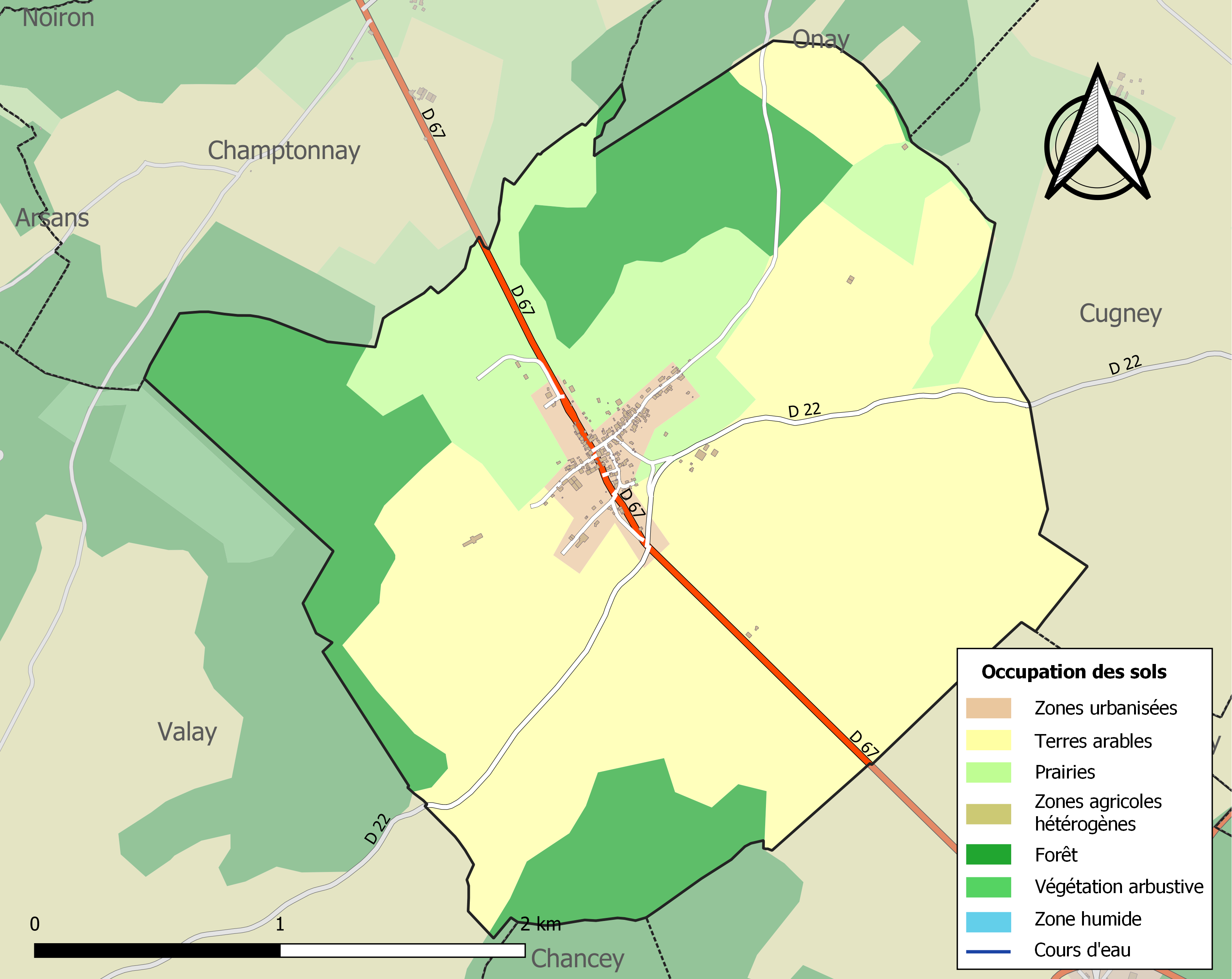
Carte des infrastructures et de l'occupation des sols de la commune en 2018 (CLC).

## Histoire
Le château de Venère a été construit au XIIIe siècle.
En 1451, la baronnie de Choye comprenait notamment Venère. À la mort de Jean de Vienne, seigneur de Choye, cette seigneurie fut morcelée par ses héritiers et ayants droit.
La seigneurie de Venère fut acquise par Nicolas Perrenot en 1559, passa aux héritiers des Granvelle, les Baume Saint Amour et resta dans la famille jusqu'en 1790.
En 1760, elle est fractionnée en trois parties : 
- la seigneurie "franche",
- la seigneurie "de la tour" qui dépend de la terre de Choye,
- la seigneurie "des quatre maisons.

## Politique et administration

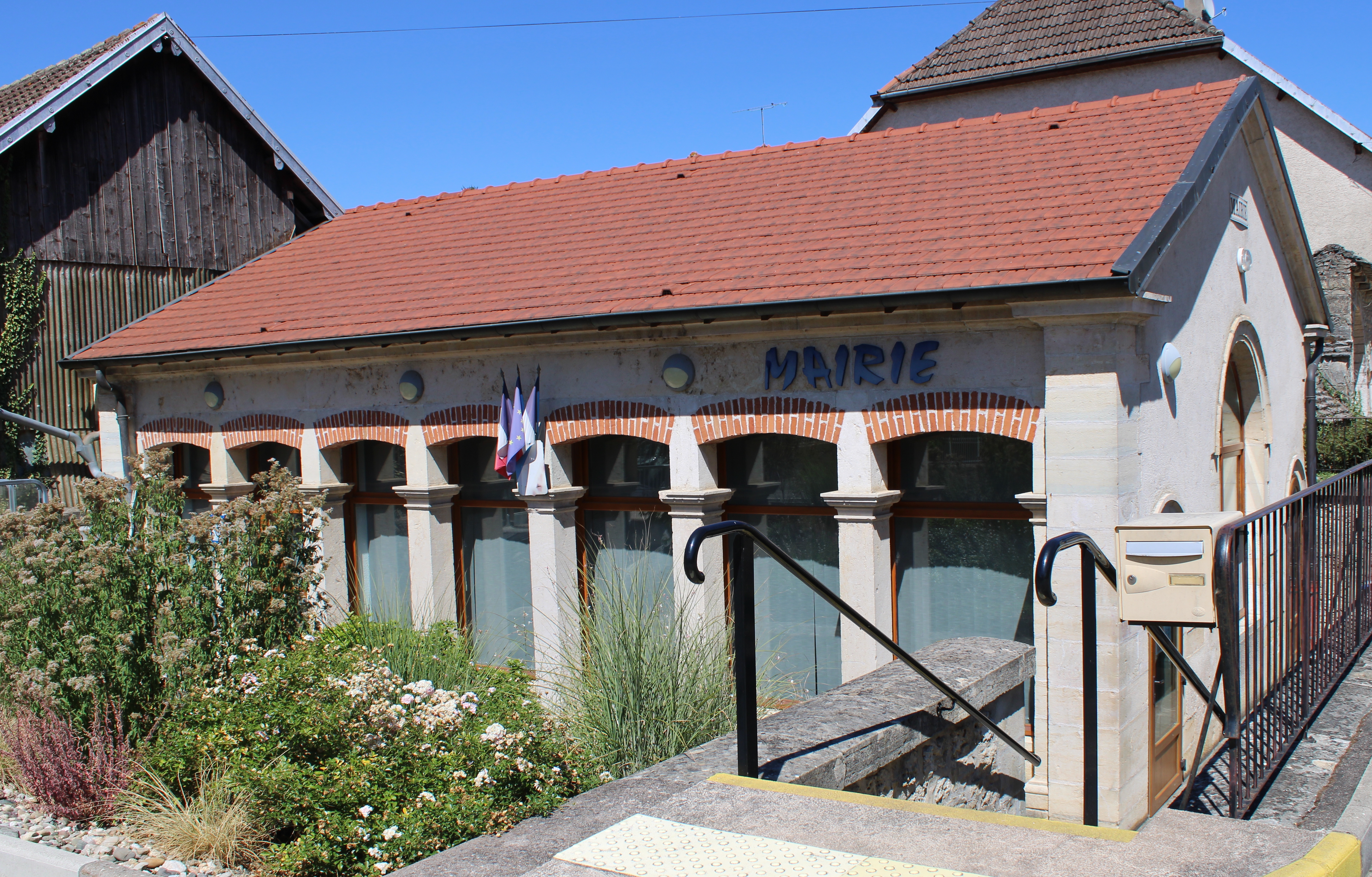
La mairie implanté dans un ancien lavoir restauré.

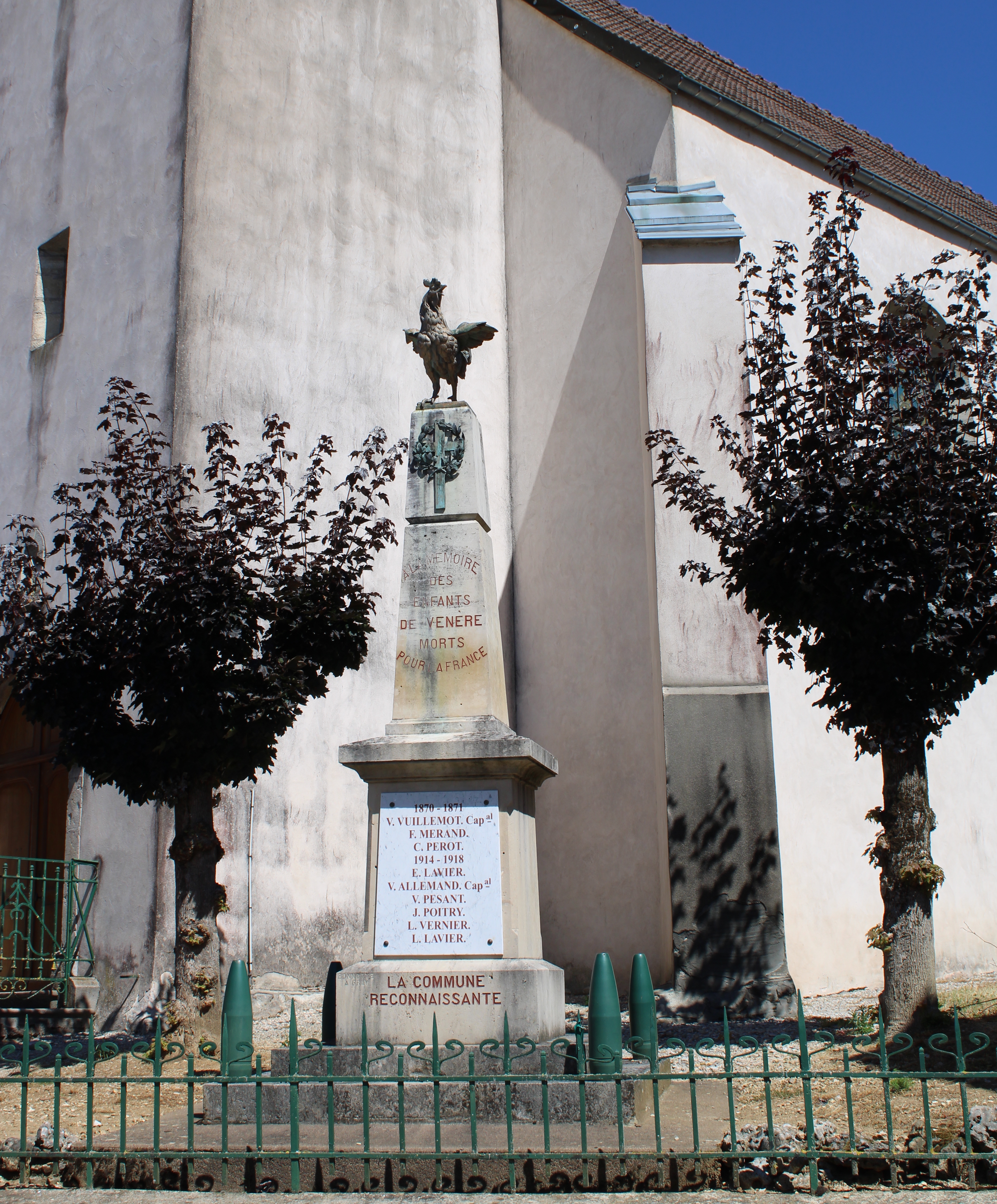
Le monument aux morts surmonté d'un coq.

### Rattachements administratifs et électoraux
La commune fait partie de l'arrondissement de Vesoul du département de la Haute-Saône, en région Bourgogne-Franche-Comté. Pour l'élection des députés, elle dépend de la première circonscription de la Haute-Saône.
Elle faisait partie depuis 1801 du canton de Pesmes. Dans le cadre du redécoupage cantonal de 2014 en France, la commune est désormais rattachée au canton de Marnay.

### Intercommunalité
La commune faisait partie de la petite communauté de communes du val de Pesmes, créée par un arrêté préfectoral du 12 décembre 2002, et qui prenait la suite du Syndicat intercommunal de développement et d’aménagement du canton de Pesmes.
Dans le cadre des dispositions de la loi portant nouvelle organisation territoriale de la République (Loi NOTRe) du 7 août 2015, qui prévoit que les établissements publics de coopération intercommunale (EPCI) à fiscalité propre doivent avoir un minimum de 15 000 habitants (et 5 000 habitants en zone de montagnes), le préfet de la Haute-Saône a présenté en octobre 2015 un projet de révision du SDCI qui prévoit notamment la scission de cette communauté de communes et le rattachement de certaines de ses communes à la communauté de communes du val marnaysien et les autres communes à celle du Val de Gray,.
Malgré l'opposition du Val de Pesmes, le SDCI définitif, approuvé par le préfet le 30 mars 2016, a prévu l'extension : 
- du Val Marnaysien aux communes de Bard-lès-Pesmes, Berthelange, Brésilley, Chancey, Chaumercenne, Courcelles-Ferrières, Corcondray, Etrabonne, Ferrières-les-Bois, Malans, Mercey-le-Grand, Montagney, Motey-Besuche, Villers-Buzon, portant le nouvel ensemble à 13 784 habitants, selon le recensement de 2013 ;
- Val de Gray aux communes d'Arsans, Broye-Aubigney-Montseugny, Chevigney, La Grande-Résie, La Résie-Saint-Martin, Lieucourt, Pesmes, Sauvigney-lès-Permes, Vadans, Valay et Venère, portant le nouvel ensemble à 20 807 habitants[18].

C'est ainsi que la commune est désormais membre depuis le  1er janvier 2017 de la Communauté de communes Val de Gray.

### Liste des maires
| Période                                  | Période  | Identité           | Étiquette | Qualité                        |
| ---------------------------------------- | -------- | ------------------ | --------- | ------------------------------ |
| Les données manquantes sont à compléter. |          |                    |           |                                |
| 1953                                     | 1959     | Ernest Gardot      |           |                                |
| 1959                                     | 1973     | Joseph Lambert     |           |                                |
| 1973                                     | 1989     | Bernard Jacquot    |           |                                |
| mars 1989                                | En cours | Jean-Louis Meunier |           | Réélu pour le mandat 2020-2026 |

### Résultats électoraux

#### Élections présidentielles[21]

##### Élection présidentielle de 2022
| Candidat       | Candidat                    | Premier tour | Premier tour | Second tour | Second tour |
| Candidat       | Candidat                    | Voix         | %            | Voix        | %           |
| -------------- | --------------------------- | ------------ | ------------ | ----------- | ----------- |
|                | Marine Le Pen (RN)          | 37           | 35,24        | 62          | 62,00       |
|                | Emmanuel Macron (LREM)      | 20           | 19,05        | 38          | 38,00       |
|                | Jean-Luc Mélenchon (LFI)    | 12           | 11,43        |             |             |
|                | Jean Lassalle (R)           | 8            | 7,62         |             |             |
|                | Éric Zemmour (REC)          | 7            | 6,67         |             |             |
|                | Valérie Pécresse (LR)       | 7            | 6,67         |             |             |
|                | Yannick Jadot (EELV)        | 5            | 4,76         |             |             |
|                | Nicolas Dupont-Aignan (DLF) | 4            | 3,81         |             |             |
|                | Fabien Roussel (PCF)        | 2            | 1,90         |             |             |
|                | Anne Hidalgo (PS)           | 2            | 1,90         |             |             |
|                | Nathalie Arthaud (LO)       | 1            | 0,95         |             |             |
|                |                             |              |              |             |             |
| Inscrits       | Inscrits                    | 166          | 100,00       | 166         | 100,00      |
| Abstentions    | Abstentions                 | 61           | 34,34        | 55          | 33,13       |
| Votants        | Votants                     | 105          | 65,66        | 111         | 66,87       |
| Blancs et nuls | Blancs et nuls              | 4            | 3,81         | 11          | 9,10        |
| Exprimés       | Exprimés                    | 101          | 96,19        | 100         | 90,90       |

##### Élection présidentielle de 2017
| Candidat       | Candidat                    | Premier tour | Premier tour | Second tour | Second tour |
| Candidat       | Candidat                    | Voix         | %            | Voix        | %           |
| -------------- | --------------------------- | ------------ | ------------ | ----------- | ----------- |
|                | Marine Le Pen (FN)          | 44           | 46,81        | 54          | 61,36       |
|                | François Fillon (LR)        | 27           | 28,72        |             |             |
|                | Jean-Luc Mélenchon (LFI)    | 10           | 10,64        |             |             |
|                | Emmanuel Macron (LREM)      | 7            | 7,45         | 34          | 38,64       |
|                | Benoît Hamon (PS)           | 3            | 3,19         |             |             |
|                | Nicolas Dupont-Aignan (DLF) | 1            | 1,06         |             |             |
|                | Jean Lassalle (R)           | 1            | 1,06         |             |             |
|                | François Asselineau (UPR)   | 1            | 1,06         |             |             |
|                |                             |              |              |             |             |
| Inscrits       | Inscrits                    | 148          | 100,00       | 148         | 100,00      |
| Abstentions    | Abstentions                 | 47           | 31,76        | 49          | 33,11       |
| Votants        | Votants                     | 101          | 68,24        | 99          | 66,89       |
| Blancs et nuls | Blancs et nuls              | 7            | 6,93         | 11          | 11,11       |
| Exprimés       | Exprimés                    | 94           | 93,07        | 88          | 88,89       |

##### Élection présidentielle de 2012
| Candidat       | Candidat                    | Premier tour | Premier tour | Second tour | Second tour |
| Candidat       | Candidat                    | Voix         | %            | Voix        | %           |
| -------------- | --------------------------- | ------------ | ------------ | ----------- | ----------- |
|                | Marine Le Pen (FN)          | 37           | 34,91        |             |             |
|                | Nicolas Sarkozy (UMP)       | 30           | 28,30        | 67          | 65,05       |
|                | François Hollande (PS)      | 17           | 16,04        | 36          | 34,95       |
|                | François Bayrou (MoDem)     | 7            | 7,45         |             |             |
|                | Jean-Luc Mélenchon (FG)     | 5            | 6,60         |             |             |
|                | Nicolas Dupont-Aignan (DLR) | 5            | 4,72         |             |             |
|                | Philippe Poutou (NPA)       | 3            | 2,83         |             |             |
|                | Eva Joly (EÉLV)             | 2            | 1,89         |             |             |
|                |                             |              |              |             |             |
| Inscrits       | Inscrits                    | 142          | 100,00       | 142         | 100,00      |
| Abstentions    | Abstentions                 | 35           | 24,65        | 32          | 22,54       |
| Votants        | Votants                     | 107          | 68,24        | 110         | 77,46       |
| Blancs et nuls | Blancs et nuls              | 1            | 0,93         | 7           | 6,36        |
| Exprimés       | Exprimés                    | 106          | 99,07        | 88          | 88,89       |

##### Élection présidentielle de 2007
| Candidat       | Candidat                   | Premier tour | Premier tour | Second tour | Second tour |
| Candidat       | Candidat                   | Voix         | %            | Voix        | %           |
| -------------- | -------------------------- | ------------ | ------------ | ----------- | ----------- |
|                | Nicolas Sarkozy (UMP)      | 37           | 38,14        | 71          | 74,74       |
|                | Jean-Marie Le Pen (FN)     | 27           | 28,72        |             |             |
|                | Ségolène Royal (PS)        | 17           | 17,53        | 24          | 25,26       |
|                | François Bayrou (UDF)      | 7            | 7,22         |             |             |
|                | Olivier Besancenot (LCR)   | 4            | 4,12         |             |             |
|                | Philippe de Villiers (MPF) | 4            | 4,12         |             |             |
|                | Frédéric Nihous (CPNT)     | 3            | 3,09         |             |             |
|                | Marie-George Buffet (PCF)  | 2            | 2,06         |             |             |
|                | Dominique Voynet (LV)      | 1            | 1,03         |             |             |
|                | Arlette Laguiller (LO)     | 1            | 1,03         |             |             |
|                |                            |              |              |             |             |
| Inscrits       | Inscrits                   | 120          | 100,00       | 120         | 100,00      |
| Abstentions    | Abstentions                | 20           | 16,67        | 19          | 15,83       |
| Votants        | Votants                    | 100          | 83,33        | 101         | 84,17       |
| Blancs et nuls | Blancs et nuls             | 3            | 3,00         | 6           | 5,94        |
| Exprimés       | Exprimés                   | 97           | 97,00        | 95          | 94,06       |

##### Élection présidentielle de 2002
| Candidat       | Candidat                      | Premier tour | Premier tour | Second tour | Second tour |
| Candidat       | Candidat                      | Voix         | %            | Voix        | %           |
| -------------- | ----------------------------- | ------------ | ------------ | ----------- | ----------- |
|                | Jean-Marie Le Pen (FN)        | 26           | 28,26        | 43          | 43,43       |
|                | Jacques Chirac (RPR)          | 15           | 16,30        | 56          | 56,57       |
|                | Lionel Jospin (PS)            | 13           | 14,13        |             |             |
|                | Olivier Besancenot (LCR)      | 6            | 6,52         |             |             |
|                | Arlette Laguiller (LO)        | 6            | 6,52         |             |             |
|                | Alain Madelin (DL)            | 6            | 6,52         |             |             |
|                | François Bayrou (UDF)         | 6            | 6,52         |             |             |
|                | Jean-Pierre Chevènement (MDC) | 6            | 6,52         |             |             |
|                | Jean Saint-Josse (CPNT)       | 5            | 5,43         |             |             |
|                | Bruno Mégret (MNR)            | 1            | 1,09         |             |             |
|                | Noël Mamère (LV)              | 1            | 1,09         |             |             |
|                | Corinne Lepage (Cap21)        | 1            | 1,09         |             |             |
|                |                               |              |              |             |             |
| Inscrits       | Inscrits                      | 139          | 100,00       | 139         | 100,00      |
| Abstentions    | Abstentions                   | 43           | 30,94        | 28          | 20,14       |
| Votants        | Votants                       | 96           | 69,06        | 111         | 79,86       |
| Blancs et nuls | Blancs et nuls                | 4            | 4,17         | 12          | 10,81       |
| Exprimés       | Exprimés                      | 92           | 95,83        | 99          | 89,19       |

##### Élection présidentielle de 1995
| Candidat       | Candidat                   | Premier tour | Premier tour | Second tour | Second tour |
| Candidat       | Candidat                   | Voix         | %            | Voix        | %           |
| -------------- | -------------------------- | ------------ | ------------ | ----------- | ----------- |
|                | Édouard Balladur (RPR)     | 24           | 26,67        |             |             |
|                | Jacques Chirac (RPR)       | 19           | 21,11        | 60          | 59,41       |
|                | Lionel Jospin (PS)         | 18           | 20,00        | 41          | 40,59       |
|                | Jean-Marie Le Pen (FN)     | 18           | 20,00        |             |             |
|                | Robert Hue (PCF)           | 5            | 5,56         |             |             |
|                | Arlette Laguiller (LO)     | 4            | 4,44         |             |             |
|                | Dominique Voynet (LV)      | 1            | 1,11         |             |             |
|                | Philippe de Villiers (MPF) | 1            | 1,11         |             |             |
|                |                            |              |              |             |             |
| Inscrits       | Inscrits                   | 132          | 100,00       | 132         | 100,00      |
| Abstentions    | Abstentions                | 35           | 26,52        | 23          | 17,42       |
| Votants        | Votants                    | 97           | 73,48        | 109         | 82,58       |
| Blancs et nuls | Blancs et nuls             | 7            | 7,22         | 8           | 7,34        |
| Exprimés       | Exprimés                   | 90           | 92,78        | 101         | 92,66       |

## Population et société

### Démographie
Le 12 février 1657, un recensement nominatif établit après la Guerre de Dix Ans fait état de 26 ménages pour 142 habitants.
L'évolution du nombre d'habitants est connue à travers les recensements de la population effectués dans la commune depuis 1793. Pour les communes de moins de 10 000 habitants, une enquête de recensement portant sur toute la population est réalisée tous les cinq ans, les populations de référence des années intermédiaires étant quant à elles estimées par interpolation ou extrapolation. Pour la commune, le premier recensement exhaustif entrant dans le cadre du nouveau dispositif a été réalisé en 2004.

En 2022, la commune comptait 207 habitants, en évolution de −6,76 % par rapport à 2016 (Haute-Saône : −1,4 %, France hors Mayotte : +2,11 %).
| 1793 | 1800 | 1806 | 1821 | 1831 | 1836 | 1841 | 1846 | 1851 |
| ---- | ---- | ---- | ---- | ---- | ---- | ---- | ---- | ---- |
| 690  | 376  | 383  | 373  | 394  | 405  | 409  | 426  | 444  |

| 1856 | 1861 | 1866 | 1872 | 1876 | 1881 | 1886 | 1891 | 1896 |
| ---- | ---- | ---- | ---- | ---- | ---- | ---- | ---- | ---- |
| 350  | 354  | 350  | 327  | 324  | 296  | 292  | 266  | 266  |

| 1901 | 1906 | 1911 | 1921 | 1926 | 1931 | 1936 | 1946 | 1954 |
| ---- | ---- | ---- | ---- | ---- | ---- | ---- | ---- | ---- |
| 255  | 253  | 260  | 195  | 209  | 203  | 197  | 201  | 166  |

| 1962 | 1968 | 1975 | 1982 | 1990 | 1999 | 2004 | 2006 | 2009 |
| ---- | ---- | ---- | ---- | ---- | ---- | ---- | ---- | ---- |
| 163  | 159  | 148  | 156  | 127  | 151  | 153  | 150  | 177  |

| 2014 | 2019 | 2022 | - | - | - | - | - | - |
| ---- | ---- | ---- | - | - | - | - | - | - |
| 219  | 209  | 207  | - | - | - | - | - | - |

## Culture locale et patrimoine

### Lieux et monuments
- Le Château de Venère, construit en 1223 et ses murailles aujourd'hui détruites. Il compte plus de 20 pièces.
- Maisons des XVe et XVIe siècles.
- L'Église du village, datant de 1707, comme inscrit sur son perron, elle se situe sur la route des retables du département. Son clocher s'illumine la nuit.
- Le Monument aux morts des guerres 1870-1871, 1914-1918 et 1939-1945.
- Un Calvaire daté de 1739, en haut de la Rue de l'Église.
- Un second Calvaire de l'autre côté du village.
- L'ancien Lavoir, abritant aujourd'hui la Mairie du village.
- L'ancien Hôtel de France, aujourd'hui propriété privée.

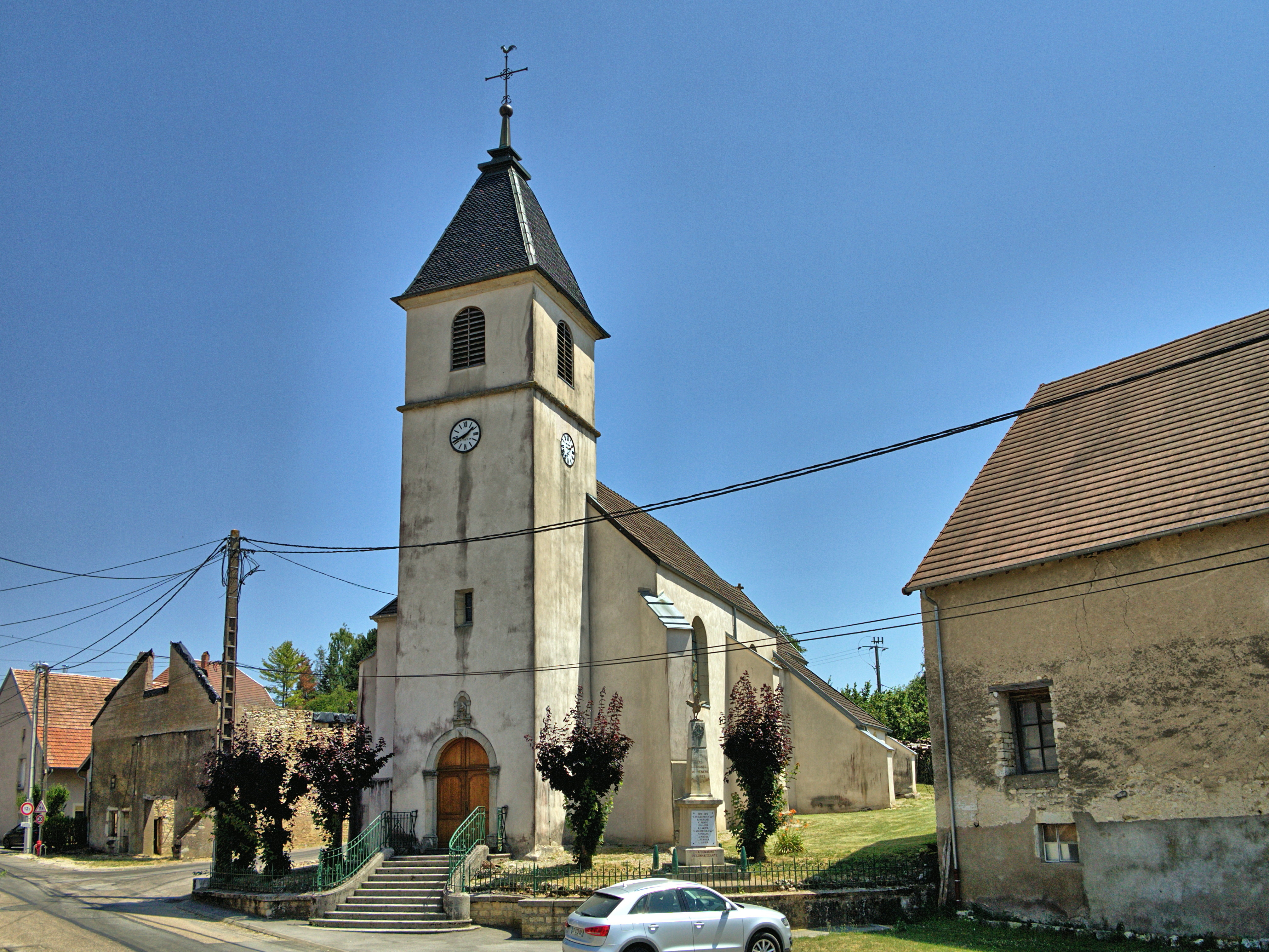
L'église, sur la place du village.
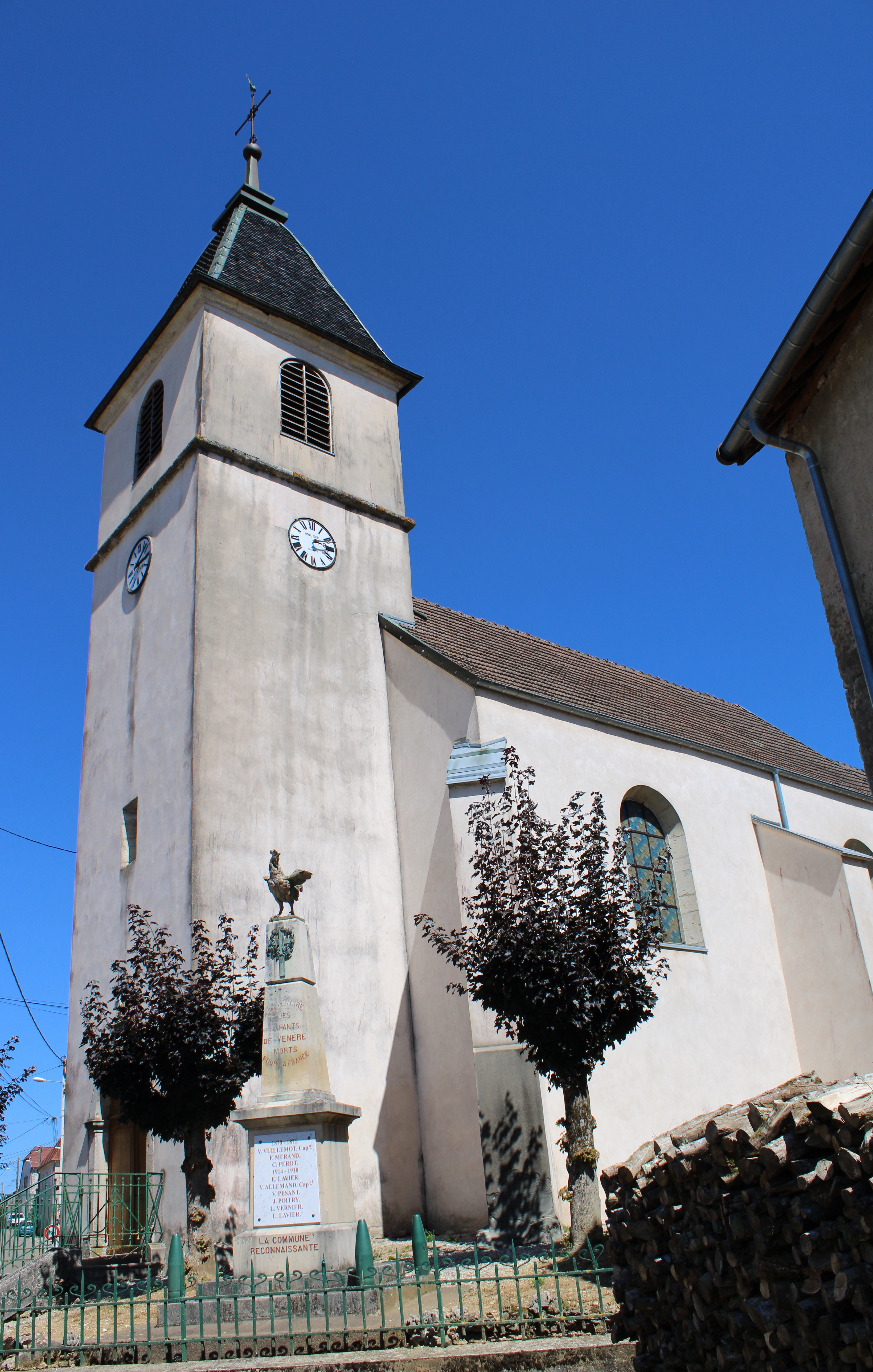
Vue de l'église au pied de laquelle est implanté le monument aux morts.
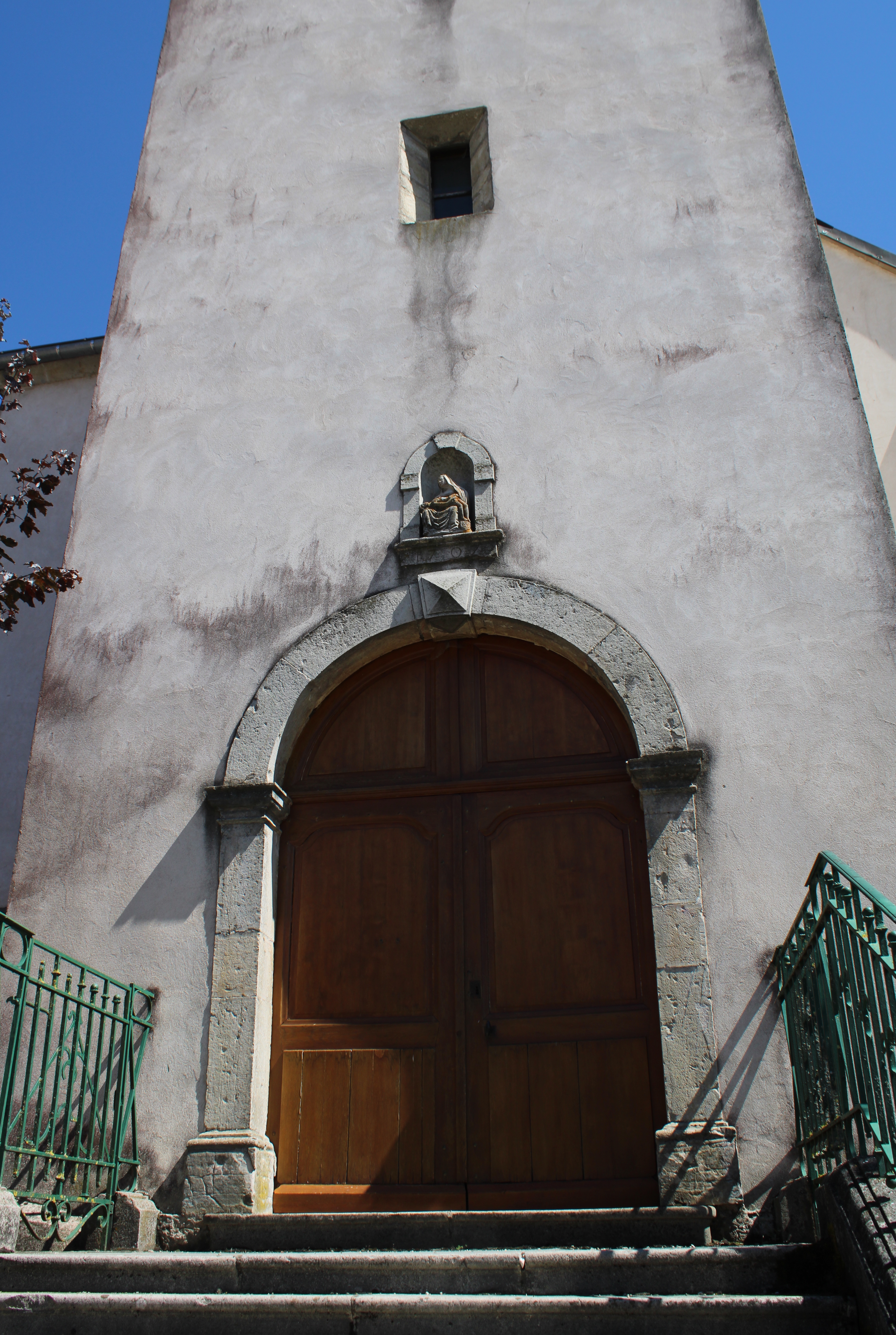
Le portail de l'église.
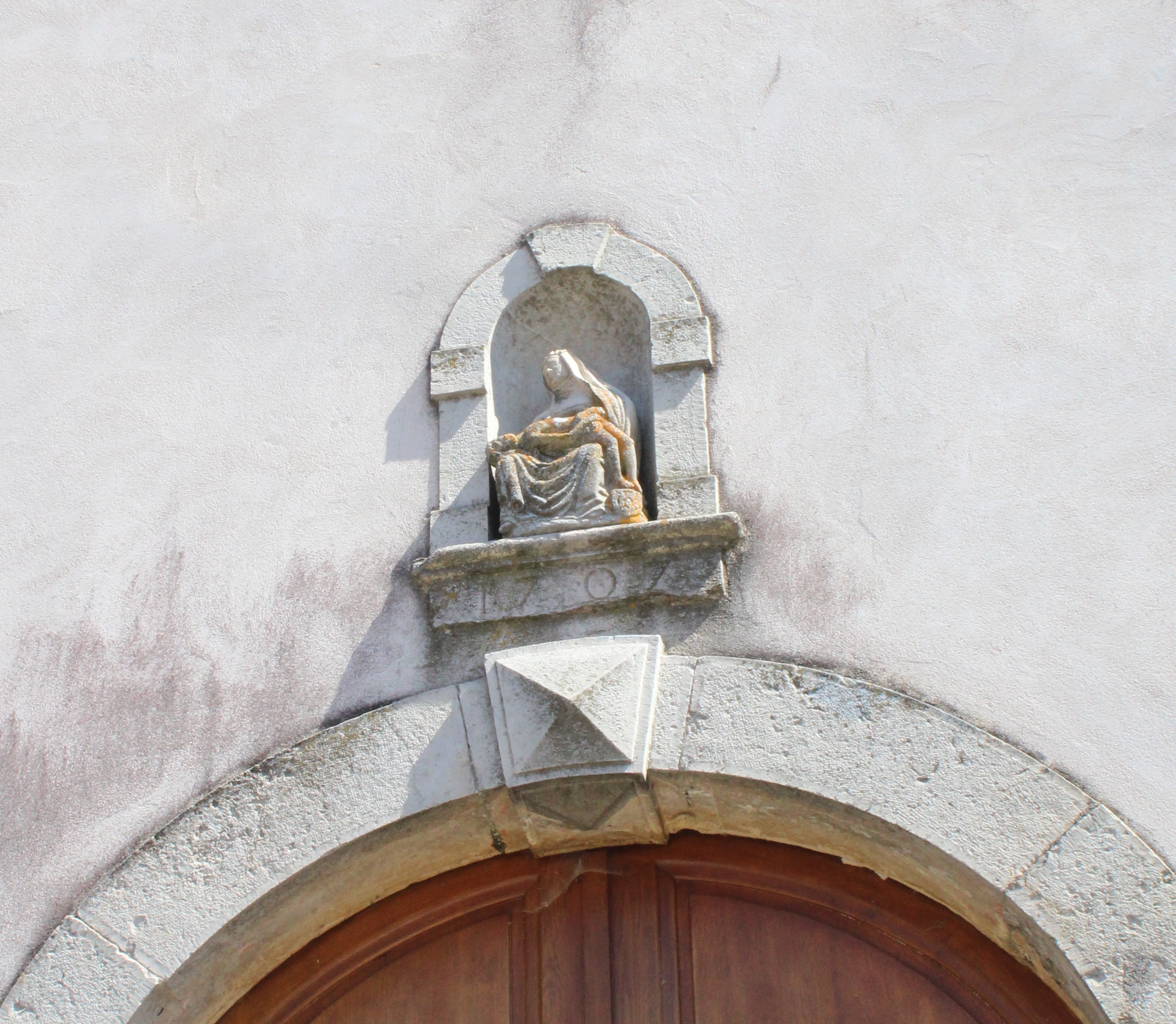
Piéta datée de 1707 au-dessus du portail.

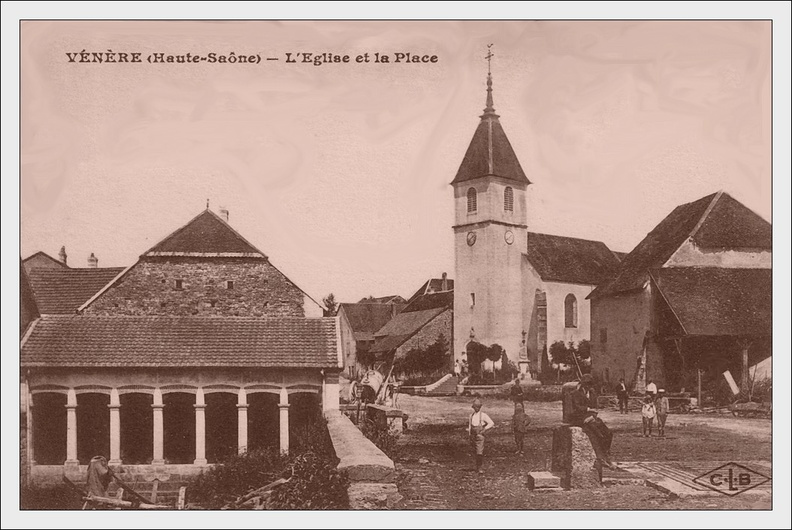
L'église et la place
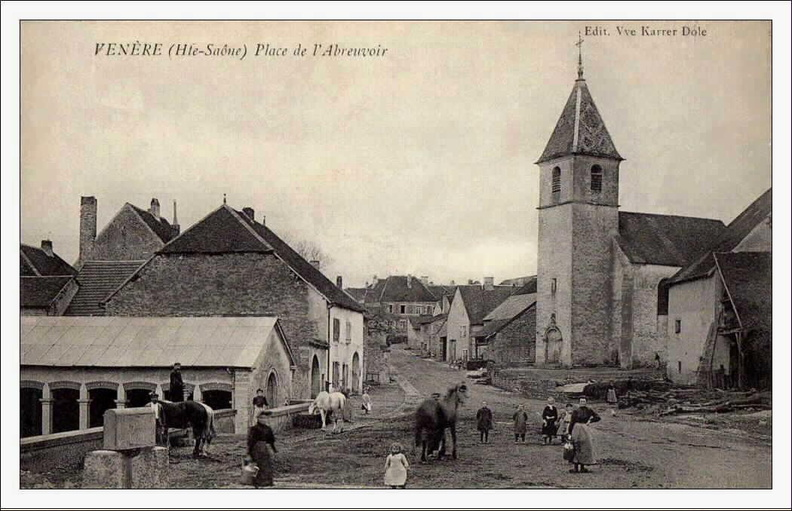
La place de l'Abreuvoir
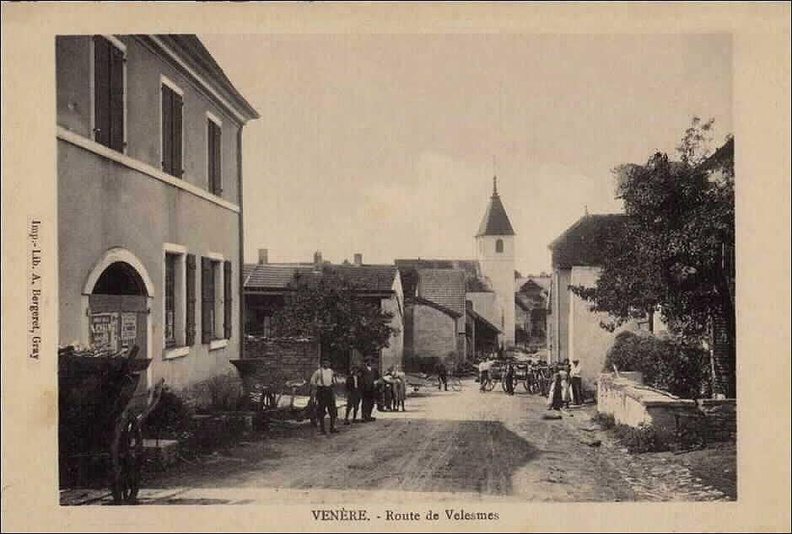
La Route de Velesmes, actuelle Rue de l'Église
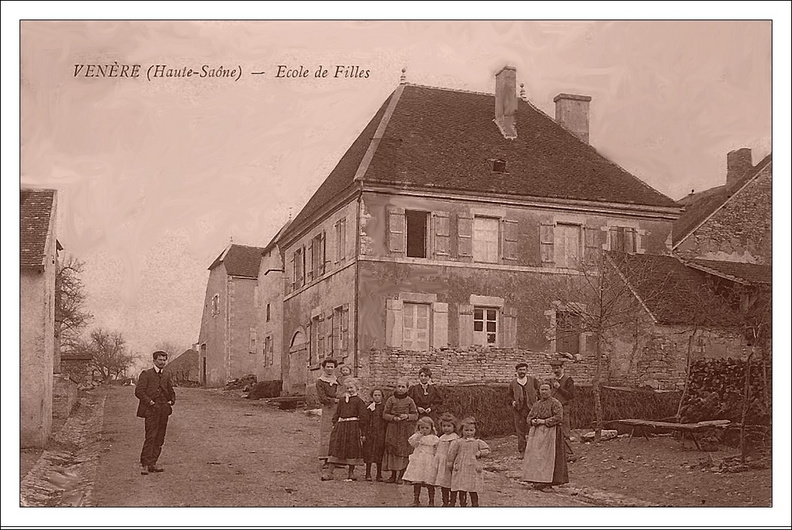
L'école de filles
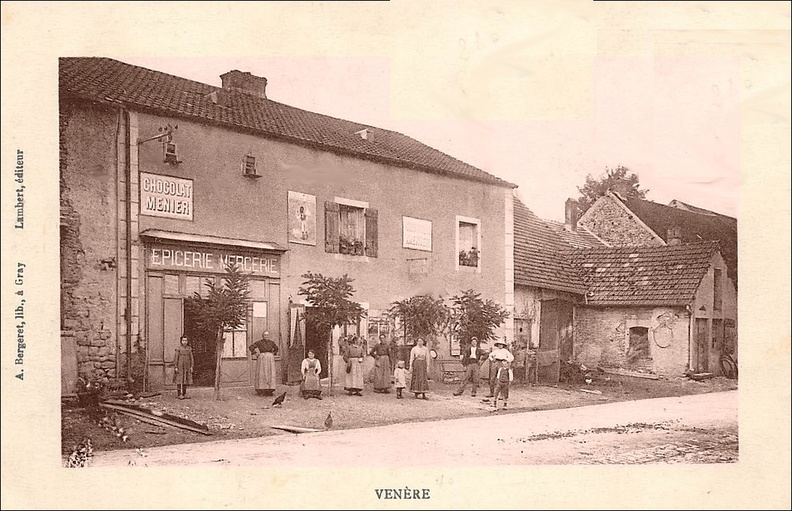
L'épicerie de Venère
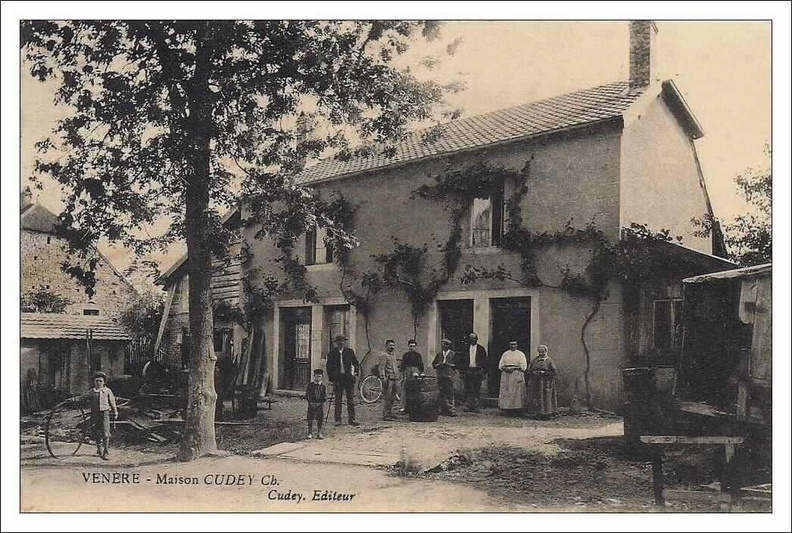
La Maison Cudey

### Personnalités liées à la commune
| Année | Nom                                                                               | Observations                   |
| --- | --------------------------------------------------------------------------------- | ------------------------------ |
| 1223 | Hugo, Pontius, Guillaume et Gui de Venère                                         |                                |
| 1417 | Estienne de Scey / de Sceith                                                      |                                |
| avant 1544 | Jean de Poupet, époux d'Antoine de Montmartin                                     |                                |
| 1536 - 1544 | Nicolas Perrenot de Granvelle                                                     |                                |
| 1539 | Hugues et Claude de Bellefon                                                      | seigneurie dite de « la Tour » |
| 1557 | Thomas Perrenot de Granvelle, dit Thomas de Chantonnay                            |                                |
| 1584 | Antoine Perrenot de Granvelle                                                     | seigneurie dite de « la Tour » |
| 1587 | François Perrenot de Granvelle                                                    |                                |
| 1629 | Léopold Eugène d'Oiselay dit Perrenot de Granvelle                                |                                |
| 1678 | Charlotte de La Baume                                                             | seigneurie « Franche »         |
| 1685 | Ferdinand-Mathieu de Saint Mauris                                                 |                                |
| avant 1707 | Charles François de La Baume                                                      | seigneurie « Franche »         |
| 1707 | Alexandre Maistre / Maître                                                        | seigneurie « Franche »         |
| 1713 | Jacques-Philippe de La Baume Perrenot de Granvelle                                | seigneurie dite de « la Tour » |
| 1773 | Claude-Antoine-Clériadus marquis de Choiseul Beaupre, appelé de Choiseul La Baume |                                |
| Sources des données : Archives départementales du Doubs et de la Haute-Saône et Monographie de Champtonnay de Didier Krackenberger, Besançon, 1995, pages 19–43 |                                                                                   |                                |

### Héraldique
| Blason de Venère | Blason  | De sable au massacre de cerf d'argent.           |
| Blason de Venère | Détails | Le statut officiel du blason reste à déterminer. |